# Box-office France 2004
Cet article traite du box-office cinéma de 2004 en France. 

## Les millionnaires
Par pays d'origine des films (Pays producteur principal)
- États-Unis : 30 films
- France : 18 films
- Royaume-Uni : 2 films
- Espagne : 1 film
- Total : 51 films

| Classement | Titre                                               | Pays                  | Réalisateur                                   | Box-office France | Semaines     |
| ---------- | --------------------------------------------------- | --------------------- | --------------------------------------------- | ----------------- | ------------ |
| 1.         | Les Choristes                                       |                       | Christophe Barratier                          | 8 636 016 entrées | 64 sem (fin) |
| 2.         | Shrek 2                                             | États-Unis d'Amérique | Andrew Adamson / Kelly Asbury / Conrad Vernon | 7 185 626 entrées | 35 sem (fin) |
| 3.         | Harry Potter et le Prisonnier d'Azkaban             |                       | Alfonso Cuarón                                | 7 138 548 entrées | 27 sem (fin) |
| 4.         | Les Indestructibles                                 | États-Unis d'Amérique | Brad Bird                                     | 5 496 405 entrées | 21 sem (fin) |
| 5.         | Spider-Man 2                                        | États-Unis d'Amérique | Sam Raimi                                     | 5 335 224 entrées | 14 sem (fin) |
| 6.         | Un long dimanche de fiançailles                     | États-Unis d'Amérique | Jean-Pierre Jeunet                            | 4 454 783 entrées | 28 sem (fin) |
| 7.         | Podium                                              |                       | Yann Moix                                     | 3 582 213 entrées | 20 sem (fin) |
| 8.         | Frère des ours                                      | États-Unis d'Amérique | Aaron Blaise / Robert Walker                  | 3 570 528 entrées | 20 sem (fin) |
| 9.         | Deux Frères                                         |                       | Jean-Jacques Annaud                           | 3 326 113 entrées | 24 sem (fin) |
| 10.        | Gang de requins                                     | États-Unis d'Amérique | Vicky Jenson / Éric Bergeron / Rob Letterman  | 3 024 175 entrées | 13 sem (fin) |
| 11.        | Les Onze Commandements                              |                       | François Desagnat / Thomas Sorriaux           | 2 968 873 entrées | 9 sem (fin)  |
| 12.        | Ocean's Twelve                                      | États-Unis d'Amérique | Steven Soderbergh                             | 2 954 468 entrées | 15 sem (fin) |
| 13.        | Troie                                               | États-Unis d'Amérique | Wolfgang Petersen                             | 2 774 740 entrées | 16 sem (fin) |
| 14.        | Le Jour d'après                                     | États-Unis d'Amérique | Roland Emmerich                               | 2 691 632 entrées | 15 sem (fin) |
| 15.        | L'Enquête corse                                     |                       | Alain Berberian                               | 2 667 275 entrées | 19 sem (fin) |
| 16.        | Le Village                                          | États-Unis d'Amérique | M. Night Shyamalan                            | 2 430 910 entrées | 14 sem (fin) |
| 17.        | Fahrenheit 9/11                                     | États-Unis d'Amérique | Michael Moore                                 | 2 378 455 entrées | 27 sem (fin) |
| 18.        | Le Dernier Samouraï                                 | États-Unis d'Amérique | Edward Zwick                                  | 2 213 315 entrées | 10 sem (fin) |
| 19.        | L'Âge de raison                                     | États-Unis d'Amérique | Beeban Kidron                                 | 2 132 497 entrées | 17 sem (fin) |
| 20.        | Le Dernier Trappeur                                 |                       | Nicolas Vanier                                | 2 106 807 entrées | 15 sem (fin) |
| 21.        | I, Robot                                            | États-Unis d'Amérique | Alex Proyas                                   | 2 096 836 entrées | 10 sem (fin) |
| 22.        | Les Rivières pourpres 2 : Les Anges de l'apocalypse |                       | Olivier Dahan                                 | 2 090 248 entrées | 7 sem (fin)  |
| 23.        | 36 quai des Orfèvres                                |                       | Olivier Marchal                               | 2 089 232 entrées | 17 sem (fin) |
| 24.        | Mariages !                                          | Valérie Guignabodet   | 2 008 899 entrées                             | 21 sem (fin)      |              |
| 25.        | Les Dalton                                          |                       | Philippe Haïm                                 | 1 955 836 entrées | 9 sem (fin)  |
| 26.        | Double Zéro                                         |                       | Gérard Pirès                                  | 1 850 031 entrées | 10 sem (fin) |
| 27.        | La Passion du Christ                                | États-Unis d'Amérique | Mel Gibson                                    | 1 762 563 entrées | 25 sem (fin) |
| 28.        | RRRrrrr!!!                                          |                       | Alain Chabat                                  | 1 703 125 entrées | 6 sem (fin)  |
| 29.        | Comme une image                                     | Agnès Jaoui           | 1 640 312 entrées                             | 19 sem (fin)      |              |
| 30.        | Le Roi Arthur                                       | États-Unis d'Amérique | Antoine Fuqua                                 | 1 637 233 entrées | 16 sem (fin) |
| 31.        | Le Pôle express                                     | États-Unis d'Amérique | Robert Zemeckis                               | 1 555 626 entrées | 14 sem (fin) |
| 32.        | Benjamin Gates et le Trésor des Templiers           | États-Unis d'Amérique | Jon Turteltaub                                | 1 533 436 entrées | 10 sem (fin) |
| 33.        | Gothika                                             | États-Unis d'Amérique | Mathieu Kassovitz                             | 1 525 792 entrées | 10 sem (fin) |
| 34.        | Van Helsing                                         | États-Unis d'Amérique | Stephen Sommers                               | 1 525 561 entrées | 10 sem (fin) |
| 35.        | Starsky et Hutch                                    | États-Unis d'Amérique | Todd Phillips                                 | 1 518 572 entrées | 8 sem (fin)  |
| 36.        | Malabar Princess                                    |                       | Gilles Legrand                                | 1 470 701 entrées | 23 sem (fin) |
| 37.        | Kill Bill : Volume 2                                | États-Unis d'Amérique | Quentin Tarantino                             | 1 465 940 entrées | 18 sem (fin) |
| 38.        | Peter Pan                                           | États-Unis d'Amérique | P. J. Hogan                                   | 1 463 131 entrées | 11 sem (fin) |
| 39.        | Collatéral                                          | États-Unis d'Amérique | Michael Mann                                  | 1 451 877 entrées | 10 sem (fin) |
| 40.        | Les Sœurs fâchées                                   |                       | Alexandra Leclère                             | 1 450 584 entrées | 17 sem (fin) |
| 41.        | Scooby-Doo 2 : Les monstres se déchaînent           | États-Unis d'Amérique | Raja Gosnell                                  | 1 393 180 entrées | 19 sem (fin) |
| 42.        | Lost in Translation                                 | États-Unis d'Amérique | Sofia Coppola                                 | 1 384 220 entrées | 25 sem (fin) |
| 43.        | Ladykillers                                         | États-Unis d'Amérique | Joel et Ethan Coen                            | 1 280 351 entrées | 16 sem (fin) |
| 44.        | Garfield : Le film                                  | États-Unis d'Amérique | Peter Hewitt                                  | 1 218 277 entrées | 15 sem (fin) |
| 45.        | Vipère au poing                                     |                       | Philippe de Broca                             | 1 204 134 entrées | 26 sem (fin) |
| 46.        | Arsène Lupin                                        | Jean-Paul Salomé      | 1 184 240 entrées                             | 12 sem (fin)      |              |
| 47.        | Big Fish                                            | États-Unis d'Amérique | Tim Burton                                    | 1 173 319 entrées | 18 sem (fin) |
| 48.        | Le Terminal                                         | États-Unis d'Amérique | Steven Spielberg                              | 1 145 263 entrées | 12 sem (fin) |
| 49.        | La Mort dans la peau                                | États-Unis d'Amérique | Paul Greengrass                               | 1 142 893 entrées | 11 sem (fin) |
| 50.        | Le Manoir hanté et les 999 Fantômes                 | États-Unis d'Amérique | Rob Minkoff                                   | 1 089 611 entrées | 8 sem (fin)  |
| 51.        | La Mauvaise Éducation                               | Espagne               | Pedro Almodóvar                               | 1 086 731 entrées | 25 sem (fin) |

## Box-office par semaine
| #  | Semaine                           | Film no 1                                           | Pays              | Entrées           |
| -- | --------------------------------- | --------------------------------------------------- | ----------------- | ----------------- |
| 1  | 7 janvier au 13 janvier 2004      | Le Seigneur des anneaux : Le Retour du roi          |                   | 517 076 entrées   |
| 2  | 14 janvier au 20 janvier 2004     | Le Dernier Samouraï                                 |                   | 729 476 entrées   |
| 3  | 21 janvier au 27 janvier 2004     | Le Dernier Samouraï                                 | 504 009 entrées   |                   |
| 4  | 28 janvier au 3 février 2004      | RRRrrrr!!!                                          |                   | 931 372 entrées   |
| 5  | 4 février au 10 février 2004      | Les 11 Commandements                                | 961 182 entrées   |                   |
| 6  | 11 février au 17 février 2004     | Podium                                              |                   | 1 154 169 entrées |
| 7  | 18 février au 24 février 2004     | Les Rivières pourpres 2 : Les Anges de l'apocalypse |                   | 908 719 entrées   |
| 8  | 25 février au 2 mars 2004         | Podium                                              |                   | 603 258 entrées   |
| 9  | 3 mars au 9 mars 2004             | Malabar Princess                                    |                   | 365 573 entrées   |
| 10 | 10 mars au 16 mars 2004           | Polly et moi                                        |                   | 461 735 entrées   |
| 11 | 17 mars au 23 mars 2004           | Les Choristes                                       |                   | 786 220 entrées   |
| 12 | 24 mars au 30 mars 2004           | Les Choristes                                       | 758 137 entrées   |                   |
| 13 | 31 mars au 6 avril 2004           | Les Choristes                                       | 703 523 entrées   |                   |
| 14 | 7 avril au 13 avril 2004          | Deux Frères                                         |                   | 1 083 231 entrées |
| 15 | 14 avril au 20 avril 2004         | Deux Frères                                         | 896 790 entrées   |                   |
| 16 | 21 avril au 27 avril 2004         | Starsky et Hutch                                    |                   | 657 019 entrées   |
| 17 | 28 avril au 4 mai 2004            | Mariages !                                          |                   | 502 676 entrées   |
| 18 | 5 mai au 11 mai 2004              | Van Helsing                                         |                   | 774 565 entrées   |
| 19 | 12 mai au 18 mai 2004             | Troie                                               |                   | 813 201 entrées   |
| 20 | 19 mai au 25 mai 2004             | Troie                                               | 715 660 entrées   |                   |
| 21 | 26 mai au 1er juin 2004           | Le Jour d'après                                     | 1 009 004 entrées |                   |
| 22 | 2 juin au 8 juin 2004             | Harry Potter et le Prisonnier d'Azkaban             |                   | 2 503 699 entrées |
| 23 | 9 juin au 15 juin 2004            | Harry Potter et le Prisonnier d'Azkaban             | 1 612 618 entrées |                   |
| 24 | 16 juin au 22 juin 2004           | Harry Potter et le Prisonnier d'Azkaban             | 929 824 entrées   |                   |
| 25 | 23 juin au 29 juin 2004           | Shrek 2                                             |                   | 2 238 286 entrées |
| 26 | 30 juin au 6 juillet 2004         | Shrek 2                                             | 1 509 263 entrées |                   |
| 27 | 7 juillet au 13 juillet 2004      | Shrek 2                                             | 1 268 727 entrées |                   |
| 28 | 14 juillet au 20 juillet 2004     | Spider-Man 2                                        | 2 100 789 entrées |                   |
| 29 | 21 juillet au 27 juillet 2004     | Spider-Man 2                                        | 1 023 824 entrées |                   |
| 30 | 28 juillet au 3 août 2004         | I, Robot                                            |                   | 788 519 entrées   |
| 31 | 4 août au 10 août 2004            | Le Roi Arthur                                       |                   | 634 627 entrées   |
| 32 | 11 août au 17 août 2004           | Le Roi Arthur                                       | 352 500 entrées   |                   |
| 33 | 18 août au 24 août 2004           | Le Village                                          |                   | 1 071 424 entrées |
| 34 | 25 août au 31 août 2004           | Le Village                                          | 592 805 entrées   |                   |
| 35 | 1er septembre au 7 septembre 2004 | Le Village                                          | 266 044 entrées   |                   |
| 36 | 8 septembre au 14 septembre 2004  | La Mort dans la peau                                |                   | 479 680 entrées   |
| 37 | 15 septembre au 21 septembre 2004 | Le Terminal                                         |                   | 475 798 entrées   |
| 38 | 22 septembre au 28 septembre 2004 | Comme une image                                     |                   | 590 485 entrées   |
| 39 | 29 septembre au 5 octobre 2004    | Collatéral                                          |                   | 592 916 entrées   |
| 40 | 6 octobre au 12 octobre 2004      | L'Enquête corse                                     |                   | 679 754 entrées   |
| 41 | 13 octobre au 19 octobre 2004     | Gang de requins                                     |                   | 630 561 entrées   |
| 42 | 20 octobre au 26 octobre 2004     | Gang de requins                                     | 678 986 entrées   |                   |
| 43 | 27 octobre au 2 novembre 2004     | Un long dimanche de fiançailles                     |                   | 1 618 337 entrées |
| 44 | 3 novembre au 9 novembre 2004     | Un long dimanche de fiançailles                     | 893 364 entrées   |                   |
| 45 | 10 novembre au 16 novembre 2004   | Un long dimanche de fiançailles                     | 789 430 entrées   |                   |
| 46 | 17 novembre au 23 novembre 2004   | Un long dimanche de fiançailles                     | 435 378 entrées   |                   |
| 47 | 24 novembre au 30 novembre 2004   | Les Indestructibles                                 |                   | 1 349 086 entrées |
| 48 | 1er décembre au 7 décembre 2004   | Les Indestructibles                                 | 942 318 entrées   |                   |
| 49 | 8 décembre au 14 décembre 2004    | Bridget Jones : L'Âge de raison                     |                   | 829 686 entrées   |
| 50 | 15 décembre au 21 décembre 2004   | Ocean's Twelve                                      |                   | 1 202 262 entrées |
| 51 | 22 décembre au 28 décembre 2004   | Les Indestructibles                                 | 761 126 entrées   |                   |
| 52 | 29 décembre au 4 janvier 2005     | Les Indestructibles                                 | 520 251 entrées   |                   |